# Dev Prayag

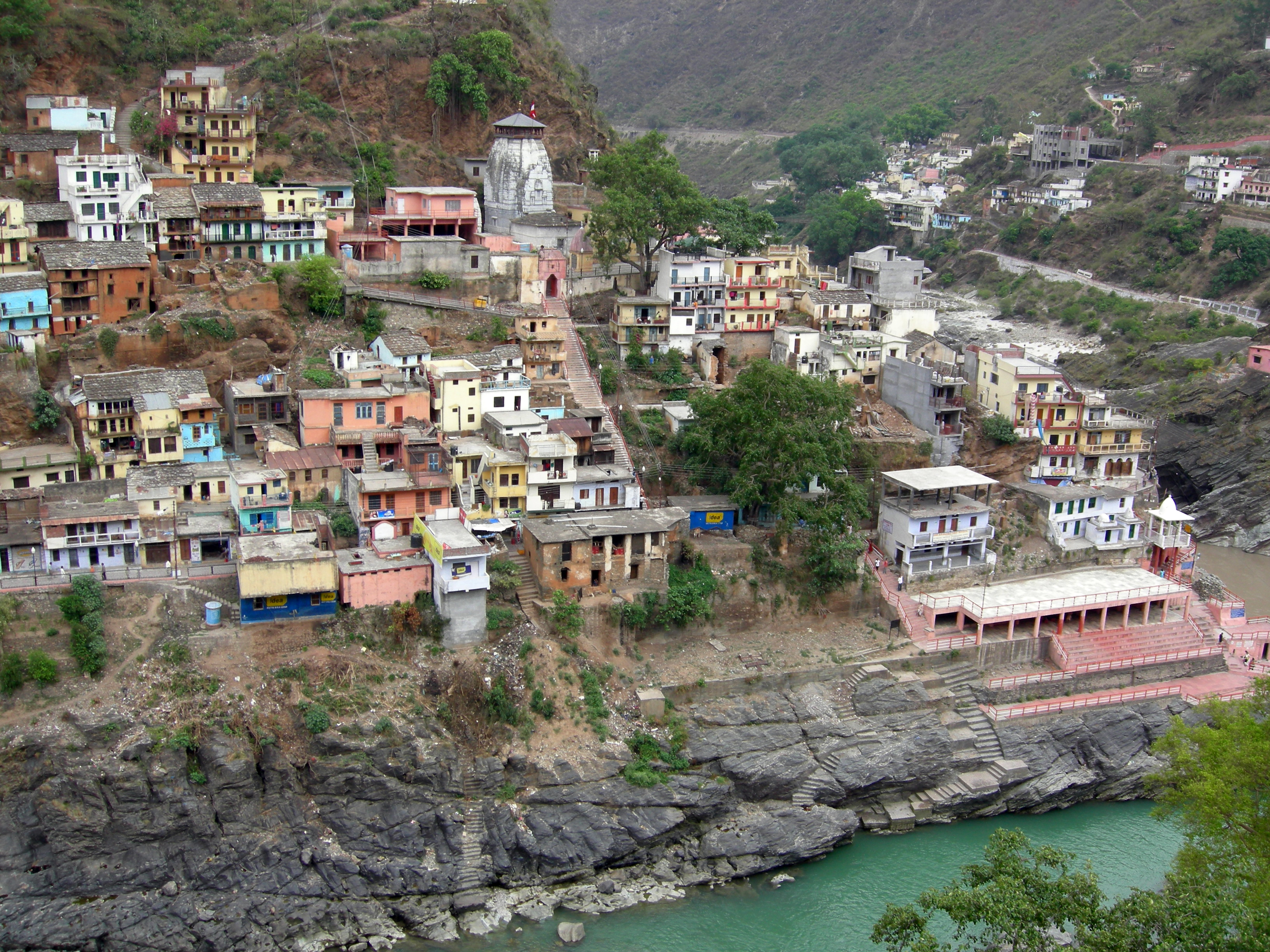
Devprayag

Dev Prayag là một thị xã và là một nagar panchayat của quận Tehri Garhwal & Garhwal thuộc bang Uttaranchal, Ấn Độ.

## Nhân khẩu
Theo điều tra dân số năm 2001 của Ấn Độ, Dev Prayag có dân số 2144 người. Phái nam chiếm 52% tổng số dân và phái nữ chiếm 48%. Dev Prayag có tỷ lệ 77% biết đọc biết viết, cao hơn tỷ lệ trung bình toàn quốc là 59,5%: tỷ lệ cho phái nam là 82%, và tỷ lệ cho phái nữ là 72%. Tại Dev Prayag, 13% dân số nhỏ hơn 6 tuổi.